# Franz-Josef Lersch-Mense

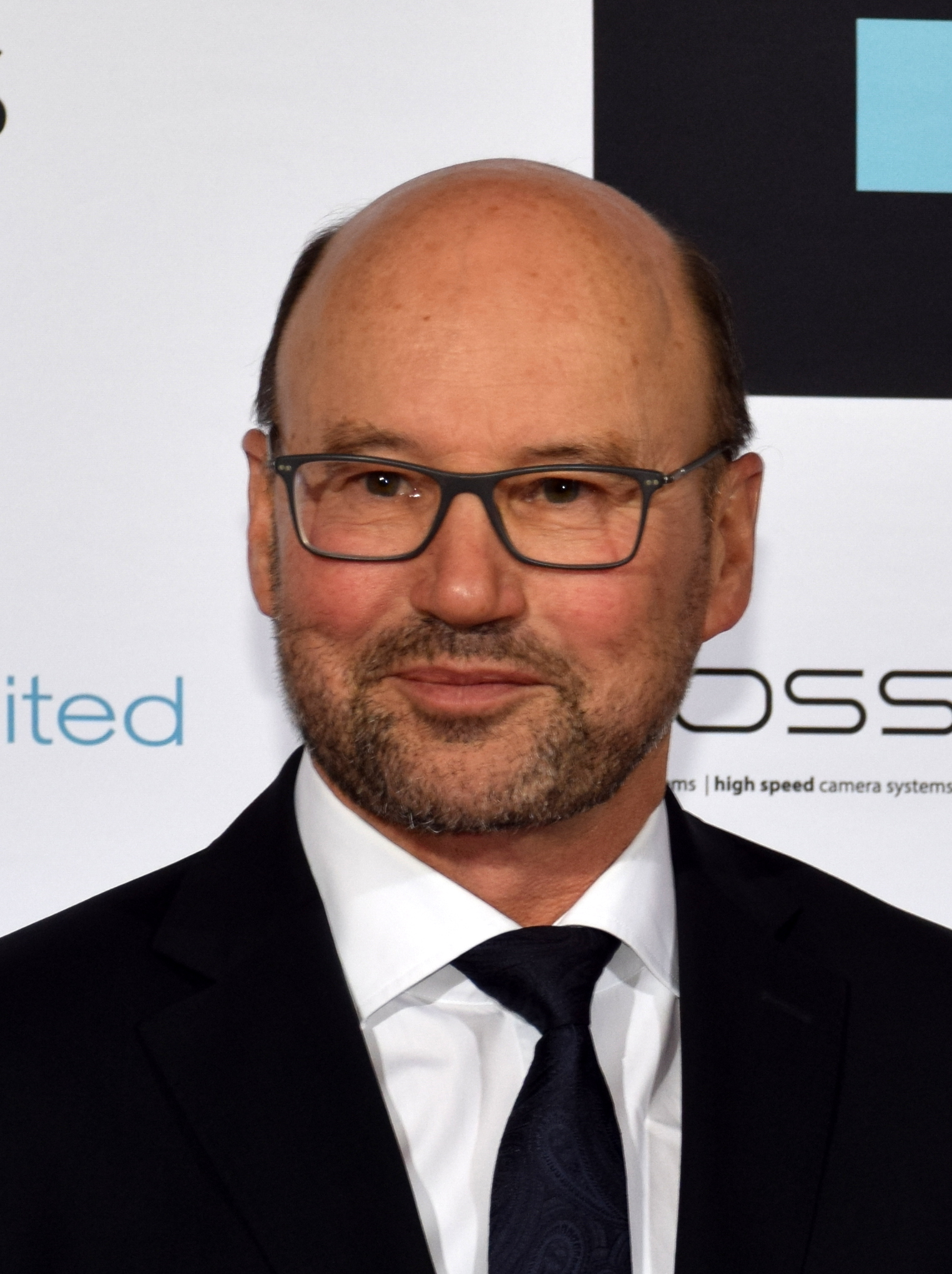
Franz-Josef Lersch-Mense bei der Gala der Deutschen Akademie für Fernsehen, November 2015

Franz-Josef Lersch-Mense (* 21. August 1952 in Eschweiler) ist ein deutscher politischer Beamter und Politiker (SPD). Er war von Oktober 2015 bis Juni 2017 Minister für Bundesangelegenheiten, Europa und Medien des Landes Nordrhein-Westfalen und gleichzeitig von 2010 bis 2017 Chef der Staatskanzlei des Landes Nordrhein-Westfalen unter Ministerpräsidentin Hannelore Kraft (ebenfalls SPD).

## Leben und Beruf
Nach dem Abitur im Jahr 1972 am Staatlichen Einhard-Gymnasium in Aachen studierte Lersch-Mense bis 1977 Sozialwissenschaften und Germanistik an der RWTH Aachen und schloss mit dem 1. Staatsexamen ab. Im Anschluss forschte er bis 1978 als Promotionsstipendiat.
In den Jahren 1978 bis 1987 war Lersch-Mense im Bundeskanzleramt beschäftigt, ab 1980 als Referent. Im Jahr 1987 wechselte er zur SPD-Bundestagsfraktion. Von 1991 bis 1995 arbeitete er in der Funktion eines Referatsleiters in der Vertretung des Landes Nordrhein-Westfalen beim Bund. Danach kehrte er zur SPD-Bundestagsfraktion zurück und war dort für die Bund-Länder-Koordinierung verantwortlich. 1998 wurde er Staatssekretär im Saarland und nahm in der Folge weitere Spitzenfunktionen in Politik und öffentlicher Verwaltung wahr.
Lersch-Mense ist verheiratet und hat zwei Kinder.

## Politik
Im Jahr 1998 wurde Lersch-Mense zum Staatssekretär und Bevollmächtigtem des Saarlandes beim Bund ernannt. Nach der Wahlniederlage der Regierung Klimmt schied er bereits 1999 aus dem Amt und wechselte zum SPD-Parteivorstand. Zunächst Abteilungsleiter, übernahm er 2003 für ein Jahr die Position des Bundesgeschäftsführers. Anschließend wurde er Präsident der Wehrbereichsverwaltung West.
Ab 2007 war Lersch-Mense beamteter Staatssekretär im Bundesministerium für Arbeit und Soziales. Nach der Bundestagswahl 2009 und dem Ausscheiden der SPD aus der Bundesregierung wurde er in den einstweiligen Ruhestand versetzt.
Im ersten Halbjahr 2010 amtierte er für wenige Monate als Geschäftsführer der Landesagentur für Struktur und Arbeit Brandenburg. Am 16. Juli 2010 wurde Lersch-Mense von Ministerpräsidentin Hannelore Kraft zum Staatssekretär und Chef der Staatskanzlei des Landes Nordrhein-Westfalen ernannt. Zum 1. Oktober 2015 wurde er zum Minister für Bundesangelegenheiten, Europa und Medien des Landes Nordrhein-Westfalen ernannt unter Beibehaltung der Position als Chef der Staatskanzlei.